# The Eraser
The Eraser è il primo album da solista di Thom Yorke dei Radiohead, pubblicato il 10 luglio 2006. È stato prodotto da Nigel Godrich, frequente collaboratore dei Radiohead.

## Tracce
Testi e musiche di Thom Yorke, eccetto dove diversamente indicato.
1. The Eraser - 4.53 - (musica: Jonny Greenwood, Thom Yorke)
2. Analyse - 4.05
3. The Clock - 4.14
4. Black Swan - 4.48
5. Skip Divided - 3.33
6. Atoms for Peace - 5.12
7. ...And It Rained All Night - 4.20
8. Harrowdown Hill - 4.36
9. Cymbal Rush - 5.10

### B-Sides
1. The Drunkk Machine (B-Side di Harrowdown Hill)
2. Jetstream (B-Side di Harrowdown Hill)
3. Harrowdown Hill (Extended Mix) (B-Side di Harrowdown Hill)
4. A Rat's Nest (B-Side di Analyse)
5. Iluvya (B-Side di Analyse)

### Singoli e Videoclips
1. Harrowdown Hill
2. Analyse

## Guida alle tracce

### The Eraser
La traccia è basata su un sample di piano, registrato su un dittafono, suonato da Jonny Greenwood, il chitarrista dei Radiohead, nella sua abitazione circa un anno e mezzo prima della realizzazione dell'album. Yorke racconta di aver messo in ordine differente i vari pezzi che componevano il sample e di aver così dato vita alla canzone [v. intervista Rolling Stone luglio 2006].

### Analyse
La traccia è stata ispirata da un blackout avvenuto a Oxford, la città dove Yorke abita. Come racconta nell'intervista redatta su Rolling Stones, si trovava in una via storica nel centro della città, quando il blackout è avvenuto e ai suoi occhi la città aveva uno straordinario fascino, dato anche grazie alle candele che erano state accese in alcune case per compensare la mancanza di elettricità . Questo contesto è facilmente constatabile nelle seguenti linee del testo della canzone: "like candles in the city / you'll never look so pretty / while power cuts and blackouts / sleeping like babies" (traduzione: come candele nella città / non sembrerai mai tanto bella / mentre nelle interruzioni di corrente e nei blackout / dormiamo come bambini).

Il brano accompagna i titoli di coda del film The Prestige diretto da Christopher Nolan.

### The Clock
La traccia nasce nella casa di Yorke sotto l'influenza di un disco di musica araba, pieno di riff di chitarra molto veloci e ripetitivi. Secondo Yorke [vedi intervista The Globe and mail, 14 giugno 2006] la canzone si avvicina allo stile skiffle di Johnny Cash.

### Black Swan
La traccia è basata su un sample appartenente all'era di Kid A ed eseguito dal chitarrista dei Radiohead Ed O'Brien e dal batterista della band Philip Selway. Il brano accompagna i titoli di coda del film A Scanner Darkly.

### Atoms For Peace
Atoms for Peace è  il motto dell'International Atomic Energy Agency e anche di un discorso di Dwight D. Eisenhower del 1953.

### Harrowdown Hill
Harrowndown Hill si trova nello Oxfordshire ed è il posto dove è stato ritrovato il cadavere del dottor David Kelly, che aveva messo in dubbio il possesso da parte di Saddam Hussein di armi di distruzioni di massa. La sua morte è avvolta nel mistero e ciò sembra, anche secondo intervista rilasciate da Yorke (v. sempre Rolling Stones luglio 2006), aver ispirato la canzone.

### Cymbal Rush
La traccia deriva da un'altra canzone, Try to Save Your Prize, già presente nel DVD dei Radiohead The most Gigantic Lying Mouth of all time. Yorke asserisce di aver avuto in mente la struttura base della canzone per tre anni senza mai sapere come svilupparla, fino alla sua inclusione nell'album.